# Hydroporus decipiens
Hydroporus decipiens är en skalbaggsart som beskrevs av Sharp 1878. Hydroporus decipiens ingår i släktet Hydroporus och familjen dykare. Inga underarter finns listade i Catalogue of Life.